# Joan Diener
Joan Diener (Columbus, 1930. február 24. – New York, 2006. május 13.) amerikai énekesnő, színházi színésznő. Hangja három és fél oktávot fogott át.

## Életpályája
Az ohiói Columbusban született Diener pszichológia szakon végzett a Sarah Lawrence College-ban. Diákkorában színésznőként dolgozott. A Broadway-en az 1948-as „Small Wonder” című revüben debütált. Aztán szerepelt az 1950-es „Season in the Sun” című vígjátékban, amelyet a The New Yorker magazin színházi kritikusa, Wolcott Gibbs írt.
Diener 1953-ban ismerkedett meg leendő férjével, Albert Marre színházi rendezővel, amikor  „Kismet musicalben” megkapta a csábító feleség szerepét, és elnyerte a Theatre World-díjat. A Times színházi kritikusa, Brooks Atkinson ezt írta: „Joan Diener elhagyatott, pimaszul sminkelt és lazán öltözött ringyóként úgy néz ki, mint egy nagy gyújtogatás, és átfűti az egész előadást.”
Diener és Marre három évvel később összeházasodtak, majd született egy fia, Adam és egy lánya, Jennifer. Eljátszotta Lalume szerepét a Kismetben a londoni West Endben − Alfred Drake és Doretta Morrow mellett, akik mindannyian szerepeltek az eredeti Broadway-produkcióban is.
1958-ban Marre rendezte Los Angelesben az „At the Grand” című darabot − Vicki Baum Grand Hotel című 1930-as regényének adaptációját. Diener egy operadívát játszik (a könyvben balerinát), aki beleszeret egy bájos, de lopós férfiba. Ez az előadás nem jutott el a Broadway-re, több mint harminc évvel később drasztikusan megújítva a Grand Hotel musical sikerévé vált.
Mitch Leigh „Man of La Mancha” című musicaljét szintén Marre rendezte. Feleségére osztotta Aldonza, a buja cselédlány szerepét, akit a tébolyult Don Quijote erényes Dulcineaként képzelt el. A kritikusok egyöntetűen dicsérték Joan Diener alakítását, de a Tony-jelölőbizottság figyelmen kívül hagyta.
Ezt követően Londonban és Amszterdamban, Párizsban Jacques Brellel a  főszerepben és Brüsszelben franciául játszotta.
1966-ban Diener fellépett az Ed Sullivan show-ban Richard Kiley-vel. 62 évesen átvette ugyanazt a szerepet, amelyet évtizedekkel korábban, az 1992-es Broadway-revivalben alakított.
Diener újra dolgozott Leigh-vel és Marre-rel a "Cry for Us All (1970) című, amúgy kudacos előadásban. A New York Timesban Clive Barnes kritikus azt írta: "A szereplők közül Joan Diener kiemelkedő volt. Természetesen kifejező hangja van, és természetes finomsággal viselkedik, és a hős törvénytelen feleségeként szenvedélyesnek és gyönyörűnek bizonyult."
Ahogy a The New York Timesban megjelent nekrológ írta: „Diener buja szépsége, lenyűgöző színpadi jelenléte és operai hangja a közönség kedvencévé tette a musicalekben, különösen az eredeti, 1965-ös La Mancha-ban.”

## Díjak
- 1954: Theatre World Award